# پیتر پلگرینی
پیتر پلگرینی (انگلیسی: Peter Pellegrini؛ زادهٔ ۶ اکتبر ۱۹۷۵) سیاستمدار اهل اسلواکی و ششمین رئیس‌جمهور این کشور از ژوئن ۲۰۲۴ است. وی پیشتر  از ۲۲ مارس ۲۰۱۸ تا ۲۰ مارس ۲۰۲۰ نخست‌وزیر این کشور بود.

## فعالیت‌ها
پیتر پلگرینی پیش از این در بسیاری از مناصب دولتی در اسلواکی خدمت کرده است، وی همچنین در موضع معاون نخست‌وزیر در امور اطلاع‌رسانی و سرمایه‌گذاری اشتغال داشت. او بین سال‌های ۲۰۰۶ تا ۲۰۱۲ عضو شورای ملی اسلواکی بود. پلگرینی سپس وزیر امور دارایی شد و تا زمان انتصابش به عنوان وزیر آموزش، علوم، تحقیقات و ورزش در ۳ ژوئیه ۲۰۱۴ در این پست خدمت کرد. او از ۲۵ نوامبر ۲۰۱۴ تا ۲۳ مارس ۲۰۱۶ سخنگوی شورای ملی اسلواکی بود و در همین زمان نیز معاون نخست‌وزیر شد.

## زندگی‌نامه
پیتر پلگرینی پدر بزرگش ایتالیایی بود. او در دانشکده اقتصاد دانشگاه بل و همچنین دانشکده فنی به تحصیل بانکداری، سرمایه‌گذاری و امور مالی پرداخت. وی بین سال‌های ۲۰۰۲ تا ۲۰۰۶ به عنوان اقتصاددان و بعدها به عنوان مشاوره اقتصادی در خصوصی‌سازی و همچنین به عنوان عضو شورای ملی اسلواکی خدمت کرد و مورد حمایت احزاب اسلواکی از جمله سوسیال دموکراسی قرار داشت.